# Caraimatta sbordonii
Caraimatta sbordonii là một loài nhện trong họ Tetrablemmidae.
Loài này thuộc chi Caraimatta. Caraimatta sbordonii được Brignoli miêu tả năm 1972.